# Lucijan Antiohijski
Lucijan Antiohijski bio je ranokršćanski mučenik i svetac. 

## Životopis
Rođen je u Samosati u Siriji u kršćanskoj obitelji. U 12. godini ostao je bez roditelja. Tada je razdijelio svoju imovinu sirotinji i otišao u grad Edesu k učitelju Makariju s kojim je proučavao Sveto pismo. Kasnije je otišao u Antiohiju, gdje je bio zaređen za svećenika. Tamo je otvorio javnu katehetsku školu gdje je besplatno podučavao mladež. U slobodno je vrijeme prepisivao knjige te je ispravljao greške koje su se potkrale u prijepisu Svetoga pisma. Njegov su prijevod prihvatile sve Crkve od Antiohije do Carigrada.
Iz njegove antiohijske katehetske škole, izašli su najveći tumači Svetoga pisma: Ivan Zlatousti i Jeronim.
Krajem 311. bio je uhvaćen i odveden u Nikomediju. Car Maksimin pokušao ga je odvratiti od kršćanstva raznim obećanjima, što je Lucijan odbijao. Kasnije su ga odveli u tamnicu i dali mučiti. Tada su mu svezali ruke i noge i stavili ga na šiljasto crepovlje te mu nisu dali jesti i piti 14 dana. Pred mučeništvo posjetili su ga u tamnici njegovi učenici koji su se željeli pričestiti iz njegovih ruku. Kako u tamnici nije bilo stola, a njemu su bile svezane ruke i noge stavili su mu na prsa kruh i vino te je izvršio posvetu.
Godine 312. objesili su mu kamen oko vrata i utopili ga u moru. Kasnije su mu kršćani pronašli tijelo te ga pokopali u Helenopolu.

## Štovanje
Spomendan mu se slavi 7. siječnja.

### Knjige
- Lach, Maksimilijan. 1939. Životi svetaca za svaki dan u siječnju. 1. Hrvatsko književno društvo sv. Jeronima. Zagreb.

## Vanjske poveznice
Ostali projekti
|  | Zajednički poslužitelj ima još gradiva o temi Lucijan Antiohijski |